# 石黒磐

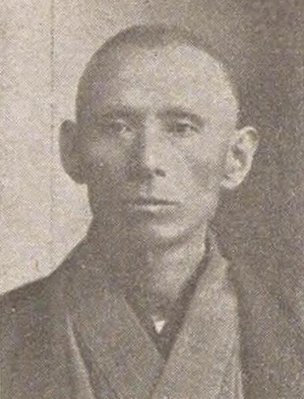
石黒磐

石黒 磐（いしぐろ いわお、嘉永5年8月21日（1852年10月4日） - 昭和2年（1927年）4月13日）は、日本の衆議院議員（立憲政友会）、ジャーナリスト。

## 経歴
尾張国中島郡長岡村（現在の愛知県稲沢市）出身。漢学・英学・法学を学ぶ。東京市で家塾を開き、英学・漢学を講義するかたわら、翻訳業に従事した。のち愛岐日報、愛知新聞の記者となった。愛知県会議員、同副議長、名古屋市会議員、同参事会員に選ばれた。
1912年（明治45年）、第11回衆議院議員総選挙に出馬し、当選を果たした。

## 著書
- 『通語難語解』（1884年）
- 『市町村制実解』（1889年）